# Ánná Káisá Partapuoli
Ánná Káisá Partapuoli, född 1995 i Skånland, Norge, är en samisk slampoet. År 2018 utsågs hon till Årets unga artist vid den samiska festivalen Riddu Riđđu. Hon fick även 2018 Coop Nords kulturpris.

## Biografi och verk
Partapuoli växte delvis upp i norra Sverige, där hennes far sysslade med renskötsel. Partapuoli finner inspiration till sin poesi i den samiska kulturen. Många av hennes texter är också politiska och hennes syfte är att lyfta de samiska språken, och särskilt hennes egen dialekt tornesamiskans värde och bruk. Det är ofta i bergen Partapuoli hittar inspiration och tid att göra anteckningar och inspelningar på sin telefon. Partapuolis spelstil koncentrerar sig på rim och rytmer.
Partapuoli har skrivit dikter hela sitt liv. En av hennes viktigaste konstnärliga förebilder är den samiska poeten Nils-Aslak Valkeapää (känd som Áillohaš på det nordsamiska språket), som haft ett starkt inflytande i utformningen av den samiska poesin. Partapuoli började göra slampoesi 2016. Övergången kändes naturlig för henne eftersom hon alltid har tyckt om att arbeta med rim, rytmer och performance. Som slampoet vill hon bevisa att det samiska språket är fullt möjligt att fylla på, och att poesi kan vara njutbart och inspirerande för unga. Dessutom är det viktigt för henne att stärka och bevara sitt eget språk, och hon skriver därför bara på samiska.
Partapuoli bor för närvarande i Tromsø, där hon studerar pedagogik.